# Participación de los llaneros en la independencia de Colombia y Venezuela
La participación de los llaneros en la independencia de Colombia y Venezuela refiere a las diferentes intervenciones de este grupo dentro de las guerras de independencia hispanoamericanas. Al comenzar los procesos de la independencia en 1810, los Llanos eran una región indispensable debido a sus ricos recursos ganaderos y agrícolas, y por tener sobre todo una gran cantidad de jinetes fuertes, veloces, disciplinados y habituados a un ambiente duro. Además, los Llanos, a causa de su dificultad de transporte, fue una zona abandonada a comparación de las otras en la Capitanía General de Venezuela, esto causó que sus habitantes desarrollaran su propio modo de vida aparte del resto de la población, con sus propios códigos, pero también era un cantón con muchas cualidades que serían aprovechadas por los diferentes caudillos de turno para levantar montoneras.
El León de los Llanos, José Tomás Boves, aprovechándose de la situación tan precaria de los peones del campo del llano, hizo que gran parte de los llaneros se unieran al Ejército Realista, bajo la idea de la explotación de los mantuanos hacia este gentilicio. Las principales causas de la unión de los llaneros con Boves fue la represión hecha por los republicanos hacia estos mismos, la captura de negros cimarrones que se habían escapado en la escaramuza de la Primera República, los peones y esclavos reclutados, entre otros. Todo esto tuvo como reacción un completo rechazo en esta tierra hacia la república.
Boves, bajo una bandera pirata como principal estandarte y una montonera compuesta principalmente por llaneros lanceros, inició su participación en la disolución de la Segunda República en 1813. Participando en diferentes campañas y batallas como la Campaña de los Valles de Aragua y del Tuy, la Segunda Batalla de la Puerta, el Asedio a Valencia y la emigración a Oriente hasta lograr la disolución de la Segunda República y comandar su propia milicia compuesta por miles de llaneros.
La caída de la Segunda República trajo con sí varias consecuencias a la población llanera. Varias de las promesas que se les hicieron no fueron cumplidas. Se le quitaron varios cargos a diferentes pardos y llaneros que fueron condecorados por Boves y Monteverde. La prohibición de los saqueos, y el miedo a perder la autonomía en sus regiones por los realistas llevó a varias tropas a desertar el Ejército Realista. En algunas regiones la guerra fue constante por cinco, diez o hasta quince años y la única autoridad a la que se podía recurrir por protección durante y después del conflicto era el caudillo cuyo dominio se veía así legitimado; por eso tras la independencia quedaba listo un escenario de guerras entre jefes rivales.
Tras la muerte de Boves en la batalla de Úrica ni Morales ni Morillo lograron conseguir el dominio de los llaneros a la causa realista, fueron hombres como el general José Antonio Páez, Manuel Cedeño, José Gregorio Monagas, José Antonio Anzoátegui, Francisco de Paula Santander, José Laurencio Silva,  Ramón Nonato Pérez, Juan Nepomuceno Moreno y el Libertador Simón Bolívar quienes al final conseguirían la simpatía de los llaneros a su causa independentista. Páez era un hombre del pueblo, de origen humilde y canario pero sobre todo llanero; criado como uno hasta volverse un excelente lancero, cabrestero, baquiano y líder, se hizo una imagen en el llano hasta volverse caporal. La situación tan precaria del llano y de sus habitantes, llevaron a que sus compañeros lo persuadieron a entrar al Ejército Libertador. Debido a su carácter y ser alguien por y para el pueblo, no le fue difícil levantar a la gente en armas, llegando no solo a comandar su propia montonera, sino a todo un país. Volviéndose no solo el primer presidente llanero de Venezuela, sino además uno de los pocos presidentes vaqueros que la historia ha visto. Al contrario de Boves, Páez no levantó a los llaneros basándose en su odio, sino con base en sus necesidades, primero liberándolos del dominio español y después de la futura oligarquía bogotana.
Los Bravos de Apure o Lanceros de Páez, ejército de llaneros compuesto de todas las clases, entre ellos, el Negro Primero, negro cimarrón vuelto llanero de gran calibre, fueron cruciales en varias batallas, como la de Las Queseras del Medio, en las que 153 lanceros llaneros de Páez bajo la táctica “Vuelvan Caras” derrotaron con solo 2 muertes a 1200 jinetes españoles, dándole una cantidad de 400 bajas al bando realista. Los llaneros también fueron de vital importancia en las campañas de Urica, Pantano de Vargas, Boyacá, Batalla de Junín, Batalla de Ayacucho y Carabobo, las cuales fueron decisivas para el bando republicano.

## Proceso de independencia
La Gran Colombia era el primer paso para la unificación total de los pueblos libres ideada por Francisco de Miranda, quien concibió la creación de un solo Estado hispanoamericano independiente, el cual substituiría al conjunto de posesiones que componían el Imperio español en esta parte del hemisferio. En otras palabras, la idea de la integración americana para Miranda era inseparable de la idea de la independencia de las colonias hispanoamericanas.
Para julio de 1809, la independencia de las colonias americanas se había convertido para Miranda en un hecho ineluctable y vio por tanto llegado el momento de convocar un Congreso de diputados de villas y provincias de América sobre el propio territorio americano. Ningún otro lugar, a su entender, parecía más apropiado que Panamá para reunir ese congreso. Por su situación geográfica, el Istmo encarnaba la imagen de la unión entre el norte y el sur de la América de lengua española. Por la misma razón, Miranda había sugerido, en su plan de gobierno de 1801, que Colombo, la ciudad capital de Colombia, fuera construida en el istmo de Panamá.
El proyecto de Miranda no llegó a realizarse, pero la idea fue retomada por Simón Bolívar, quien, en 1815, en su «Carta de Jamaica», sugirió la reunión en Panamá de un Congreso de las Repúblicas americanas independientes, el cual no se concretó hasta 1826. Aunque los objetivos de este Congreso convocado por Bolívar tendían más bien al establecimiento de alianzas entre repúblicas independientes y no a la constitución de una sola república, como proponía Miranda.
Después del fracaso de la Segunda República de Venezuela y su corta permanencia en Nueva Granada como comandante militar, Bolívar se vio obligado a reflexionar sobre la causa de los fracasos previos, la situación internacional y la forma de lograr la independencia de forma duradera. Sus reflexiones le llevaron a la conclusión de que para alcanzar la independencia definitiva se debía derrotar totalmente a los españoles para impedir que realizaran acciones de reconquista. Para ello, los esfuerzos descoordinados y dispersos de los caudillos regionales a lo largo de América debían unificarse bajo un mandato único, y como garantía de una independencia permanente debía crearse una república grande y fuerte que pudiera desafiar las pretensiones de cualquier potencia imperial. Este proyecto estaba inspirado en la idea de una unión continental que abarcara desde el territorio de la Nueva España hasta el sur de Chile, después de alcanzada la independencia.
En el contexto de las guerras de independencia hispanoamericanas, fuerzas revolucionarias lideradas por Simón Bolívar sentaron las bases de un gobierno regular en una convención constitucional. Previamente, el gobierno había sido militar y altamente centralizado con poder ejecutivo directo ejercido por vicepresidentes o gobernadores, mientras el presidente Bolívar estaba en la Campaña Libertadora de Nueva Granada y en la Guerra de Independencia de Venezuela. Bolívar concluyó que era necesario crear un gobierno centralizado capaz de coordinar las acciones necesarias para resguardar las fronteras y aglutinar a los distintos pueblos de la América hispana como garantía de la independencia.
Para garantizar la libertad de Colombia, consideraba vital conseguir cuanto antes el control sobre Venezuela para impedir que los españoles la utilizaran como puesto de avanzada en Tierra Firme para sus campañas de reconquista, por lo que decidió emprender esta tarea como algo prioritario. Así, desembarcó en la isla de Margarita a mediados de 1816 decidido a lograr desde el principio el reconocimiento de su liderazgo y, después de obtener un éxito inicial con el jefe local Juan Bautista Arismendi, preparó la campaña para liberar el continente.
La consolidación del liderazgo supremo facilitó el control del oriente venezolano, y la instalación de Bolívar en Angostura trajo consigo el inevitable y largo enfrentamiento con las fuerzas expedicionarias del general español Pablo Morillo y la organización de los mecanismos para que el Gobierno pudiese funcionar. Para entonces el Ejército español ya se encontraba muy desgastado después de la campaña de reconquista realizada a lo largo de América, y el general Morillo no pudo evitar que sus tropas iniciaran un lento declive debido a la falta de recursos y de refuerzos para cubrir las bajas que sufrían.

## Los llaneros
El apoyo de los llaneros era fundamental para quien lo tuviera. Su región era siempre rica en recursos, con un suministro de reclutas acostumbrados a una vida dura, jinetes buenos en la guerra de movimientos, disciplinados, veloces y capaces de gran improvisación. Su vida casi nómada como arrieros de ganado o peones de hatos, los acostumbraron a cabalgar sin monturas y a combatir con lanzas artesanales hechas con las rejas de ventanas. En cambio, las regiones andinas o de la costa noroeste apenas participaron en la guerra. Poblaciones sedentarias poco belicosas y que producían recursos de forma estacional, quien tuviera el apoyo de solo estas últimas sin duda sería derrotado. Por ejemplo, en 1814 ambos bandos habían agotado los recursos de las zonas andinas y costeras donde dominaban, solo los llaneros permitirán a los monárquicos continuar la guerra y vencer tras perder al ejército coriano en Carabobo.
La región de los Llanos venezolanos y neogranadinos tenía pocas ciudades aunque la más importante era Calabozo, su población era escasa y dispersa en comparación a su extensión, las noticias iban lentas y erráticas, sin vías formales de comunicación. Su economía se centraba en la captura del ganado cimarrón y su cría en hatos. Aunque los llaneros tenían por costumbre pastar sus animales libremente por el territorio, los mejores lugares quedaron en manos de hacendados que rápidamente generaron lazos de clientelismo con sus peones.
A pesar de que algunos eruditos sostienen que sus pobladores vivían en una especie de sociedad de gentes libres, iguales, solidarias, pacíficas y hasta agnósticas, esto choca con la gran mayoría de fuentes y opiniones de estudiosos (como con la crueldad y habilidad guerrera demostrada por los llaneros). La mayoría considera la región de los Llanos como un «territorio de frontera» donde el abigeato era común y, frecuentemente, impune, puesto que la autoridad española apenas hacía sentir su influencia. Numerosas partidas de esclavos fugitivos escapaban ahí y formaban bandas de forajidos. Esto creó entre los llaneros un sentimiento de autonomía que defenderían ferozmente de quien la amenazara. La guerra convirtió a los marginales en guerrilleros y a algunos, en caudillos.

### José Tomás Boves y los llaneros

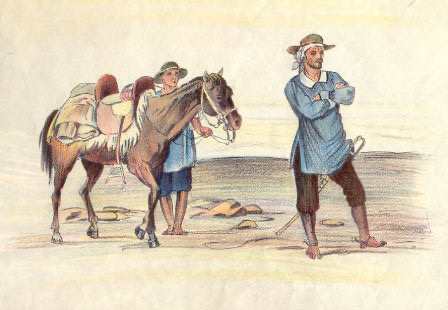
Ramon Torres Mendez, Llanero militar.

José Tomás Boves, como jefe militar de los individualistas y desconfiados llaneros,  depositaba su autoridad en una disciplina de hierro. Sus hordas de llaneros seguían al caudillo con una espontaneidad que Simón Bolívar nunca consiguió de las propias. Un «fanatismo de tribu islámica» que los hacía en extremo valientes en las cargas de caballería que el mismo encabezaba. Durante el breve gobierno de Boves en Caracas los puestos de mayor importancia fueron ocupados por llaneros y libertos. 
En palabras de Francisco Tomás Morales, personaje que partió a la Nueva Granada con el ejército expedicionario de Pablo Morillo justo cuando los republicanos empezaban a establecer sus guerrillas en los Llanos, Boves tenía características personales que le permitieron unificar a las partidas de llaneros que ni los independentistas pudieron:

Boves tuvo la fortuna de penetrar los sentimientos de los llaneros, gente belicosa que es necesario saberla manejar. Comía y dormía con ellos. Tenía un no sé qué que le atraía su simpatía. Los dominaba con imperio. Llegó a mandar 19.000 hombres de los que podía presenta en una acción 12.000 (…) Boves fomentó la insurrección con el bando de Guayabal del primero de noviembre por el cual disponía el degüello de los blancos y el reparto de sus propiedades (Carta de Francisco Tomás Morales a Pablo Morillo, 31 de julio de 1816).

La igualdad legal es indispensable donde hay desigualdad física (...).

### A partir de la Reconquista española

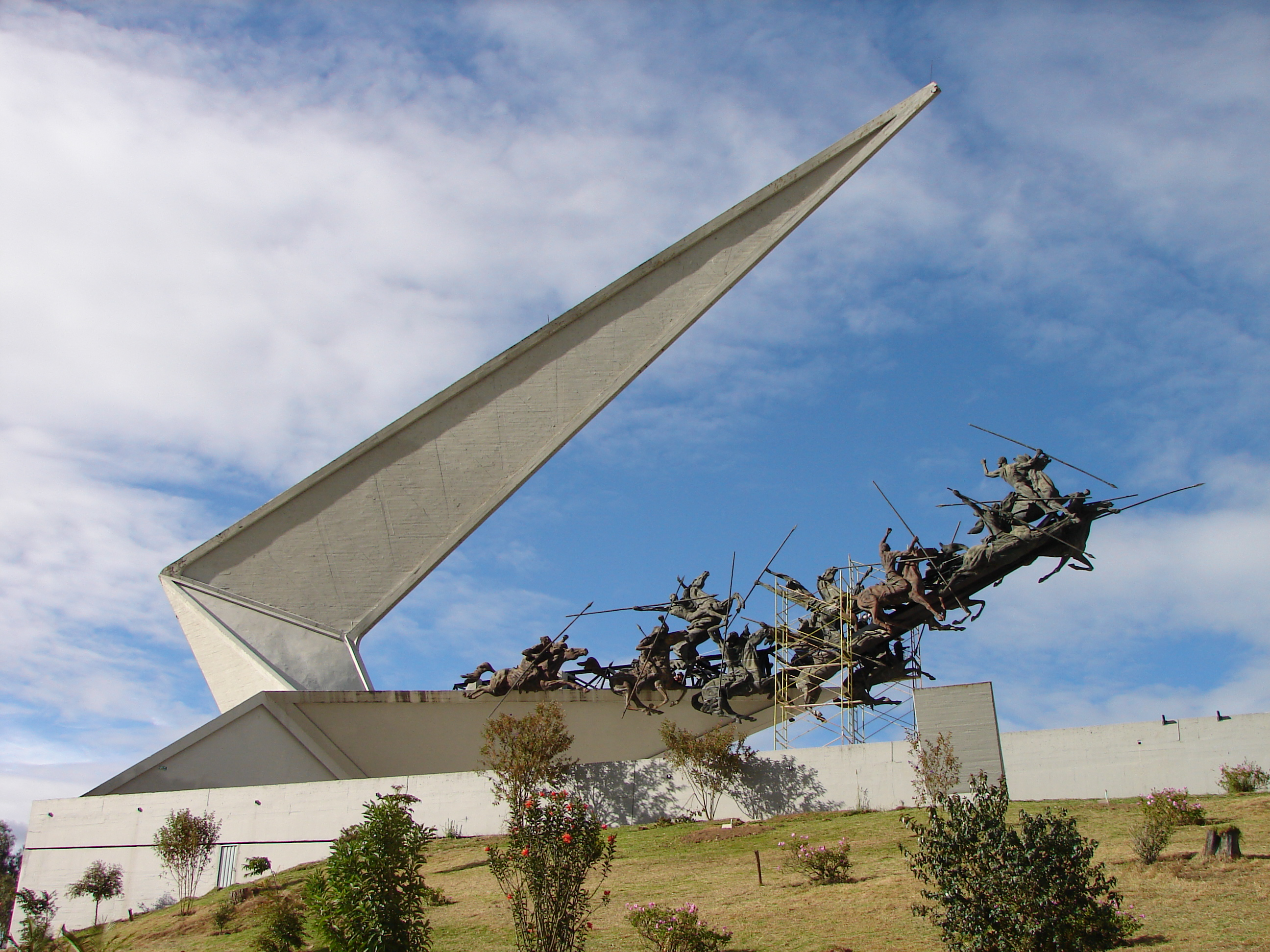
Monumento a los catorce lanceros de la batalla del Pantano de Vargas.

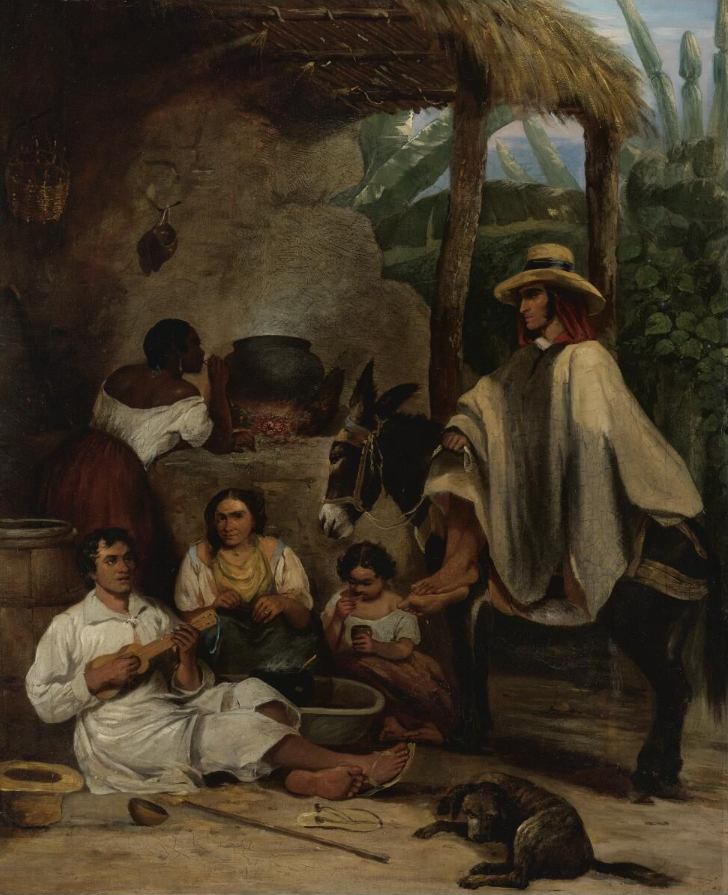
Ferdinand Bellermann, posada, 1843.

Pablo Morillo, deseando disminuir la intensidad del conflicto social y reconciliarse con los mantuanos y revolucionarios, tiene que limitar el poder adquirido por las masas populares y sus caudillos. Se destituyeron de sus cargos a numerosos pardos y llaneros premiados por Domingo de Monteverde y José Tomás Boves. Defraudados por esta política, el grueso de los venezolanos podrán sus esperanzas de una mejor vida en los líderes rebeldes. Además, promoviendo la guerra justa Morillo prohibió los saqueos, disminuyendo el botín del pillaje. De hecho, con el país bajo el control monárquico la única forma de poder saquear era uniéndose a los rebeldes. Este último factor era posiblemente la principal causa de que se les sumaran tantos millares de hombres junto a la promesa de ascenso social. Previendo la reacción negativa, un numeroso contingente de tres mil llaneros fue enviado a Nueva Granada. Inicialmente Francisco Tomás Morales se opuso a esta medida por temor a que sus tropas desertaran.
En la práctica el ejército de Morillo solo sirvió para radicalizar a los opositores al monarca y hacerlos ver su lucha como una resistencia hasta la muerte, su dura política de represión contra los insurrectos o sospechosos, en especial criollos, solo contribuyó a la pérdida de apoyos a la monarquía. Debe mencionarse que inicialmente el español intento una política de amnistía con los anteriores rebeldes, como con Juan Bautista Arismendi, quien fue perdonado a pesar de los consejos de Morales, ya que había sido verdugo de numerosos prisioneros españoles. En cuanto Morillo partió a Cartagena de Indias Arismendi se escapó a Isla de Margarita, donde alzó a los locales y masacró a la guarnición realista. Tras esto los indultos se hicieron más difíciles de conseguir.
Tras la caída de Caracas y Bogotá millares de rebeldes se refugiaron en los llanos de Cumaná, Barcelona, Achaguas, San Fernando de Apure, Calabozo y Casanare, donde tras fracasar en reconstruir un gobierno como los desaparecidos por la impopularidad que resultaba para los locales tuvieron que aceptar el liderazgo de Páez en Arauca en septiembre de 1816. Armados con más lanzas que rifles pudieron cortar las comunicaciones, emboscar patrullas, bloquear los abastecimientos y dejar inmovilizadas a las guarniciones realistas en las grandes ciudades.
Ni Morales ni Morillo consiguieron jamás el dominio sobre los feroces llaneros, serán hombres como José Antonio Páez, Manuel Cedeño, José Gregorio Monagas, José Antonio Anzoátegui, Francisco de Paula Santander, Ramón Nonato Pérez, Juan Nepomuceno Moreno, José María Camacaro y Pedro Zaraza los que con su fama ganaran el apoyo de estos jinetes. Hábilmente Bolívar consiguió el apoyo de estos personajes, clave en su victoria final.
Páez menciona en su Autobiografía el caso de un soldado llamado Pedro Camejo, originalmente esclavo de un propietario apureño se sumó a las tropas de Yáñez en vista que todos los que partían a la guerra volvían enriquecidos por lo robado. Tras la derrota de éste en Araure se ocultó en Apure hasta que lo reclutó Páez con la promesa de más botín y un discurso nacionalista. Hábilmente el apureño supo tomar para sí el discurso y símbolos de Boves, atrayendo para la causa independentista a numerosos llaneros. Esto es visible ya que ambos usaron una bandera negra con una calavera como estandarte y una pluma de zamuro negra como símbolo. Sin embargo, al final de la guerra los grupos que se apoderaron del poder no cumplirán sus promesas, dejando el germen de una nueva gran insurrección popular igual de violenta, la Guerra Federal, bajo el mando de un nuevo caudillo: Ezequiel Zamora.
La guerra beneficio a caudillos como Monagas y Páez que pasaron de ser pobres a grandes propietarios y hombres de enorme prestigio, miembros de la nueva clase dirigente surgida del conflicto gracias a la expropiación de las propiedades y armas de los vencidos.

### Paralelo con los gauchos rioplatenses
Varios historiadores han comparado a los llaneros venezolanos con los gauchos rioplatenses. Poblaciones mestizas, lanceros nómadas, de regiones planas y abiertas (Pampas y Llanos), criadores de vacas y caballos en tierra realenga, acostumbrados a vivir con lo puesto que pasaban de servir de una estancia a otra. Combatieron del lado de sus caudillos toda esa centuria después de las independencias en las guerras civiles argentinas y venezolanas; y como con Boves muchos historiadores han considerado a personajes como los cabecillas federales Facundo Quiroga, Estanislao López y Juan Manuel de Rosas como agentes del salvajismo mientras que sus rivales unitarios de la civilización.